# Edoardo Brunetta d'Usseaux
Edoardo Brunetta d'Usseaux (Pinerolo, 14 novembre 1816 – Borgo Vercelli, 22 maggio 1859) è stato un militare italiano.

## Biografia
Quarto di sette fratelli, Edoardo Brunetta d'Usseaux era membro di una nobile famiglia piemontese di rango comitale. Suo fratello fu il generale Carlo Augusto Brunetta d'Usseaux. Entrato ben presto nella carriera militare, nel corso della Prima guerra d'indipendenza italiana, a Governolo, il 18 luglio 1848, si distinse come tenente alla testa del 4º squadrone nell'inseguimento dei nemici quando venne colpito in più punti e salvato quasi miracolosamente dal fratello Francesco, anch'egli presente nel Genova Cavalleria. Per l'atto si meritò una medaglia d'argento al valor militare e riprese poco dopo gli scontri al riparo col grado di capitano del Nizza Cavalleria.
Nella Seconda guerra d'indipendenza italiana, il 22 maggio del 1859, per ordine del generale Enrico Cialdini, ottenne l'incarico di proteggere i lavori che si stavano svolgendo presso i ponti lungo il Sesia che erano stati gravemente danneggiati dagli austriaci. Giunto nei pressi di Borgo Vercelli, venne colto di sorpresa ed attaccato da un gruppo di ulani austriaci che erano rimasti in attesa di compiere un'azione. Nello scontro, il Brunetta d'Usseaux rimase ferito da una lancia al costato sinistro e, pur venendo trasportato poco dopo all'ospedale da campo locale, morì per le ferite riportate. Alla sua memoria gli venne concessa la medaglia d'oro al valor militare e costruito un monumento nel luogo dell'accaduto in suo onore.

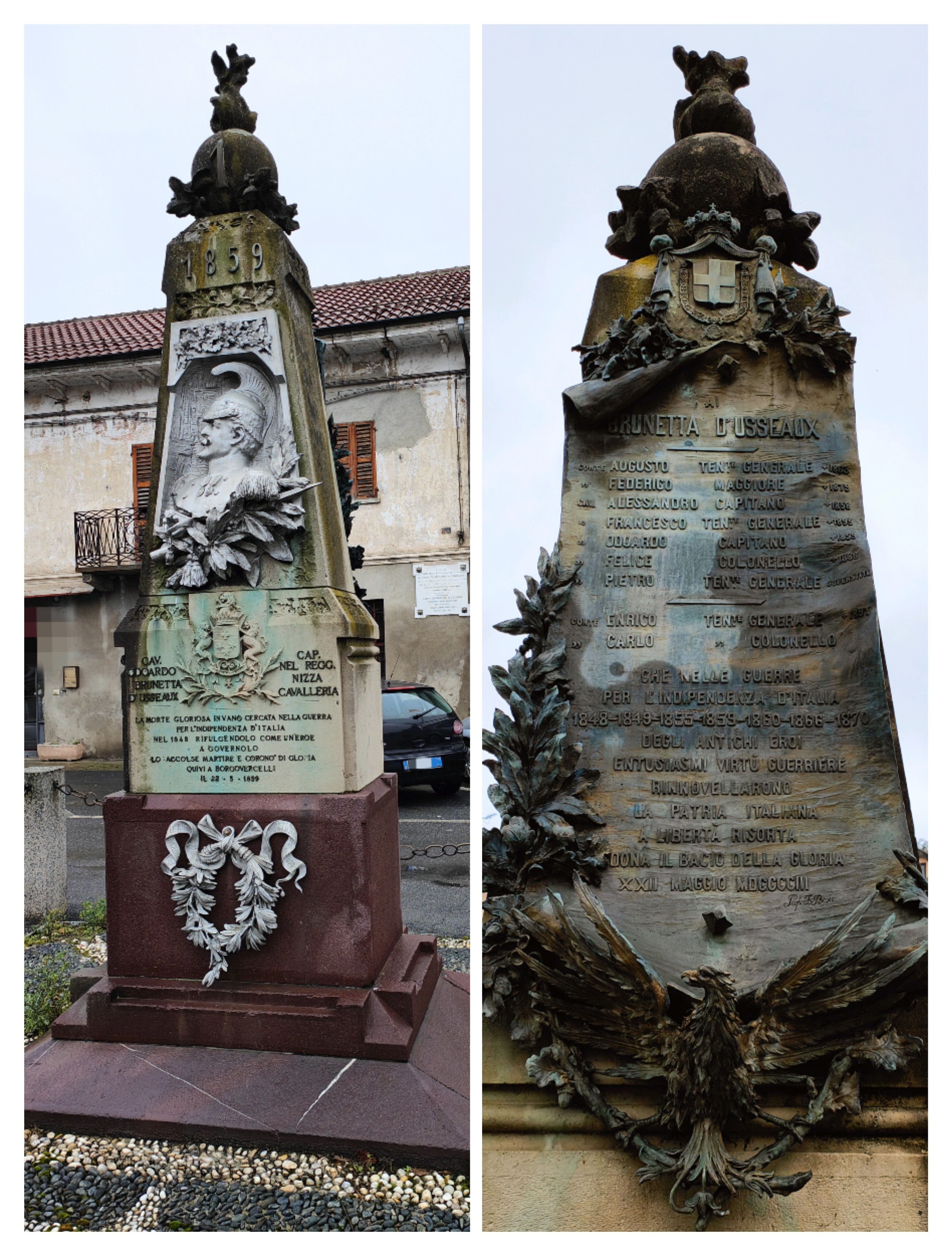
Borgo Vercelli: monumento del 22 mag. 1859 dedicato a Edoardo Brunetta d'Usseaux; l'altro lato del monumento ospita la lapide del 22 mag. 1903 dedicata ai caduti delle guerre d'Indipendenza. (In fondo, sul muro, la targa commemorativa posta (1903) dal nipote, conte Eugenio, dedicata ai soldati caduti con lo zio nel 1859)